# Bilate
Bilate – rzeka we wschodniej Afryce, w południowej części Etiopskiej Doliny Ryftowej. Bierze swoje źródła na południowo-zachodnich stokach góry Gurage. Jest to najdłuższa rzeka spośród tych które uchodzą do jeziora Abbaja Hajk.